# Бумер (фильм)
«Бу́мер» — российский кинофильм 2003 года в жанрах боевик, криминальная драма и роуд-муви.
Полнометражный дебют режиссёра Петра Буслова.
Премьера в кинотеатрах состоялась 2 августа 2003 года, а премьера на ТВ состоялась 10 октября 2004 года на телеканале «НТВ».
В 2006 году вышло продолжение фильма — «Бумер. Фильм второй».
Рингтон мобильного телефона Кота — одного из главных персонажей — стал основой главной музыкальной темы фильма. После выхода фильма на экраны мелодия стала пользоваться огромной популярностью у владельцев сотовых телефонов. Как утверждают, на волне популярности мелодии её автор Сергей Шнуров заработал около 1 000 000 долларов.
Натурные съёмки проводились в городе Коломне и Коломенском районе Московской области.
В апреле 2022 года фильм вместе со второй частью был выпущен в повторный кинопрокат.

## Сюжет
Ноябрь 1999 года, Подмосковье.
После случайной криминальной разборки, связанной с конфликтом на дороге, четверо бандитов — Петя «Рама» (Сергей Горобченко), Костя «Кот» (Владимир Вдовиченков), Димон «Ошпаренный» (Андрей Мерзликин) и Лёха «Килла» (Максим Коновалов) обнаруживают «слежку» за собой. С трудом уйдя от погони неизвестных лиц, они решают на время покинуть город. Так как личные автомобили были уже «засвечены», они используют для побега автомобиль BMW 750IL («Бумер»), недавно угнанный «Рамой» и Димоном у некоего коммерсанта из Латвии (судя по номерам на машине до перебивки) с целью наказания. В дороге они решают отключить мобильные телефоны, чтобы их нельзя было выследить по сигналу, однако «Кот» не смог найти свой телефон.
Череда обстоятельств ухудшает шансы героев на благополучный выход из неприятной ситуации. Сначала на выезде из города они дают взятку в 1000 долларов сотруднику ГАИ (автомобиль в угоне, а перебить номер двигателя не успели) и остаются без последнего гроша в кармане. Чтобы больше никто не открывал капот, «Рама» выдёргивает трос замка, не оставив даже себе шансов починить что-нибудь в машине, между тем она плохо заводится. Без денег, без убежища и без связей, на чужой территории, герои с большим трудом решают задачи, ещё вчера казавшиеся для них самыми простыми — заправить автомобиль, избавиться от внимания милиционеров или договориться с другими бандитами. На стоянке возле придорожного кафе Димон случайно слышит из радиоприёмника в другой машине знакомый голос. Это друг «Ошпаренного» — Макс, к которому Димон обратился за убежищем, передаёт ему привет по радио, в котором предупреждает о том, что появляться там, куда они едут, опасно. Так и не понимая, почему на них ведётся серьёзная охота, «Кот» звонит своему знакомому сотруднику силовых структур — Кириллу, который иносказательно сообщает ему причину преследования: ФСБ велась разработка преступной деятельности крупной банды, занимавшейся реализацией таможенного конфиската. Четыре «придурка» на «крузаке» (то есть «Кот» и его друзья) «постреляли братков» и сотрудника ФСБ при исполнении, внедрённого в банду. Личности нападавших установлены, ведётся их розыск.
Выслушав объяснения Кирилла, «Кот» впервые обвиняет «Киллу» — именно он начал стрельбу и убил в кафе человека, который, как выяснилось, был из ФСБ. Планы быстро меняются, «Кот» предлагает отправиться в другой город, к давнему приятелю по кличке «Слон».
Не имея денег на бензин, приятели вмешиваются в конфликт трёх дальнобойщиков, отставших от каравана, и местных бандитов, задумавших забрать себе часть груза водки из плохо охраняемых фур. Дальнобойщики нехотя соглашаются на услугу по временному «крышеванию» груза — рэкетиры называют груз своим, чтобы отстали местные бандиты, а дальнобойщики снабжают их топливом до самого плеча и платят небольшую сумму сверху. Во время импровизированной «стрелки» Димон избивает дальнобойщика по прозвищу «Сиплый», потому что его поведение могло раскрыть блеф. На плече «Сиплый» провоцирует коллег-дальнобойщиков, предлагая не платить рэкетирам, дальнобойщики совместно принимают решение избить друзей и сдать их милиционерам. В ходе драки «Сиплый» наносит Димону удар отвёрткой в живот, мстя за нанесённые ему побои, а «Бумеру» прокалывают колёса. Ситуацию спасает «Кот», прострелив двум дальнобойщикам ноги, чтобы остановить остальных. Друзья скрываются с места драки на машине с проколотыми колёсами. На пустынной заснеженной дороге они встречают «Буханку», которую останавливают, ошибочно приняв списанный «УАЗ» за машину «Скорой помощи». Водитель «УАЗа» сообщает им о местной знахарке «Собачихе» и рассказывает, как к ней проехать. По дороге к «Собачихе» «Бумер» застревает в снегу и не может выехать из-за проколотых колёс. Тогда друзья продолжают путь пешком, неся на руках Димона.
Утром они добираются до дома знахарки и на несколько дней остаются у неё, пока она выхаживает Димона. «Рама» пытается найти в деревне помощь в ремонте колёс, но в деревне живут одни старики, а из молодёжи — только девушка Катя, вернувшаяся в деревню ухаживать за парализованной матерью, и алкоголик Пашка, одноклассник Кати, пытающийся за ней ухаживать. С Катей у «Рамы» происходит роман, а Пашка, не успев познакомиться, ссорится с «Рамой» из-за отказа выпить за его «дембель», а потом угрожает ему ружьём, ревнуя Катю. Но хуже всего то, что у Пашки есть дядька-милиционер, который может навести справки о них самих. Парням становится ясно, что задерживаться в деревне нельзя. «Рама» заменяет проколотые колёса «Бумера» колёсами подходящего размера, украденными с заранее примеченного «Рамой» брошенного джипа. Едва «Ошпаренный» встаёт на ноги, друзья спешно уезжают, обещав заплатить «Собачихе» позже. Приехав к «Слону» и заприметив во дворе его ярко-красный спорткар Mitsubishi 3000GT, «Кот» с радостью подбегает к авто, из которого выходят незнакомые ему бандиты. Они сообщают, что «Слон» сбежал с деньгами, «конкретно людей подставил», и его теперь ищут. Стараясь не привлекать к себе повышенного внимания, «Кот» уходит от дома «Слона» и компания отправляется снимать жильё.
«Кот» отправился на телеграф, чтобы позвонить своей невесте Насте. В день, когда друзья бежали из города, Костя пообещал ей, что вернётся через пару часов, так как они продали квартиру и собирались эмигрировать за границу, но пропал на несколько дней. Потерянный мобильник «Кота» оставался включённым и лежал в машине под сиденьем. Настя периодически звонила, но как раз в те моменты, когда в машине никого не было. «Кот» надеется вернуться в Москву, если узнает, что Настя дома, но на другом конце провода ему сообщили, что она уехала.
Пока «Кот» ходит на телеграф, Димон, наконец, рассказывает «Раме» и «Килле» о том, что на самом деле случилось тогда на дороге: его подрезали и якобы без причины остановили неизвестные бандиты, которые «вырубили» его, забрали машину и пригласили на ту самую «стрелку». Но главная деталь истории не была им озвучена: сначала он совершил опасный разворот через сплошную двойную линию, создав аварийную ситуацию для встречного «Лексуса», а потом вёл себя агрессивно: вилял из полосы в полосу перед ним, не давая опередить, подрезал, ругался из открытого окна. Водитель «Лексуса» принудил Димона остановиться, чтобы обсудить инцидент, но Димон нагрубил ему, уже после этого получил удар в лицо и лишился машины. Выслушав рассказ Димона, «Рама» и «Килла» отправляются знакомиться с местными девушками, чтобы хоть как-то развеяться. Вернувшиеся с гуляний «Рама» с «Киллой» рассказывают вернувшемуся домой «Коту», что одна из девушек работает в магазине компьютерной техники. Они предлагают совершить ограбление, уверяя, что магазин плохо охраняется. Но «Кот» выступает против, считая, что это ловушка. «Кот» и «Рама» ссорятся, но всё же решают сделать последнее дело вместе, после чего разбежаться.
Димон, которого оставили в машине, должен был забрать товарищей после выхода из магазина. Ограбление не удаётся — охранник, которого налётчики считали «лохом», оказал им серьёзное сопротивление, ранив «Раму». По неудачному, для бандитов, стечению обстоятельств неподалёку от магазина, на который они совершили налёт, остановился патрульный УАЗ с тремя милиционерами. Вышедший из магазина «Килла» привлёк внимание милиционеров разорванной одеждой и следами побоев на лице. Милиционеры, заподозрив неладное, подъезжают ближе к магазину. В этот момент «Кот» выводит на улицу раненого «Раму». Димон в шоке несколько секунд не слышит призыва «Кота» подъехать ближе. Потом, наконец, поняв, что от него нужно, Димон по ошибке хватается за ключ зажигания уже заведённого «Бумера», и машина глохнет. Происходит перестрелка, в которой «Килла», «Рама» и милиционеры погибают, а у «Кота» кончаются патроны. Димон, наконец, заводит двигатель и включает заднюю передачу, чтобы забрать «Кота», но, видя едущий ему навстречу автомобиль с бойцами ОМОНа, останавливается и тянется за лежащим в бардачке пистолетом. «Кота» и мёртвого «Раму» окружают, из-за чего Димон передумывает сопротивляться и сбегает на машине. «Кот» оказывается в окружении и обречённо, осознав сложившуюся ситуацию, с ироничной улыбкой на лице смотрит вслед уезжающему «Бумеру». Звучат крики и выстрелы, но судьба «Кота» неясна; только во втором фильме становится известно, что «Кот» приговорён к 15 годам колонии. Из-за случившегося Димон расплакался. Внезапно по телефону «Кота» звонит Настя. Димон достаёт телефон из-под сиденья и нажимает на кнопку ответа, но батарейка разряжается, и поговорить не удаётся. Димон бросает машину в лесу с заведённым двигателем, добирается до остановки, садится на проезжающий автобус и уезжает. У брошенного «Бумера» заканчивается бензин, постепенно садится аккумулятор и гаснут фары. Фильм заканчивается. Дальнейшая судьба машины неизвестна.
На протяжении всего фильма также показываются флэшбеки «Кота» — сцены его отношений с невестой Настей накануне побега, а также флешфорварды о второстепенных персонажах и том, как в дальнейшем сложилась их жизнь после встречи с бандитами. Подросток, получивший от «Киллы» в подарок бейсбольную биту в обмен на помощь при заправке, становится «успешным» хулиганом. Деревенский милиционер, подбросивший марихуану, в состоянии опьянения попадает рукой в капкан, который сам же и установил. Дальнобойщик «Сиплый», ранивший Димона отвёрткой, стал инвалидом после падения кабины его собственного «Камаза», а его жена стала встречаться с любовниками в своём доме, на глазах у утратившего способность ходить и говорить неверного в прошлом мужа. У девушки Кати рождается дочь от Пети «Рамы», а «Пашка-дембель», несколько месяцев позоривший её за отношения на стороне, решает сделать ей предложение.

## В ролях
| Актёр                 | Роль                                                           |
| --------------------- | -------------------------------------------------------------- |
| Сергей Горобченко     | Петя «Рама», бандит                                            |
| Андрей Мерзликин      | Димон «Ошпаренный», бандит                                     |
| Владимир Вдовиченков  | Костя «Кот», бандит                                            |
| Максим Коновалов      | Лёха «Килла», бандит                                           |
| Яна Шивкова           | Катя                                                           |
| Людмила Полякова      | Собачиха, местная целительница (роль озвучена другой актрисой) |
| Анастасия Сапожникова | Настя, невеста Кости                                           |
| Василий Седых         | Пашка, дембель-алкоголик                                       |
| Евгений Крайнов       | пацаненок                                                      |
| Олег Семисынов        | Грузный мент                                                   |
| Михаил Лукашов        | Молодой мент                                                   |
| Алексей Ошурков       | дальнобойщик «Сиплый»                                          |
| Анатолий Кощеев       | дальнобойщик «Тормозной»                                       |
| Владимир Ячменев      | Хмеля                                                          |
| Аркадий Пятницкий     | Андреич, хозяин заправки                                       |
| Пётр Буслов           | Серёга, «смотрящий»                                            |

## Съёмочная группа
- Режиссёр-постановщик: Пётр Буслов
- Продюсер: Сергей Члиянц
- Авторы сценария: Пётр Буслов, Денис Родимин
- Композитор: Сергей Шнуров
- Оператор-постановщик: Даниил Гуревич
- Художник-постановщик: Ульяна Рябова

## Предыстория
Ещё до выхода фильма «Бумер» в прокат его рабочие материалы посмотрел Сергей Бодров-младший. Ему очень понравилась игра некоторых актёров и работа съёмочной группы, и он пригласил некоторых её членов принять участие в съёмках своего будущего фильма «Связной». Во время съёмок одного из эпизодов фильма в Кармадонском ущелье сошёл ледник Колка, заваливший съёмочную группу. Более 100 человек оказались погребёнными заживо под тоннами льда, камней и грязи. Среди большого числа погибших были оператор-постановщик Даниил Гуревич, директор Тимофей Носик (сын известного актёра Владимира Носика), художник-гримёр Ольга Жукова, осветитель Роман Денисов, ассистент оператора Роман Малышев и мастер по свету Андрей Новиков. Они упомянуты в финальных титрах фильма «Бумер». Впоследствии фильм «Бумер. Фильм второй» был посвящён памяти погибших членов съёмочной группы.

## Саундтрек
| №   | Название                        | Исполнитель             | Длительность |
| --- | ------------------------------- | ----------------------- | ------------ |
| 1.  | «Всё идёт по кругу»             | Голос Донбасса          | 3:51         |
| 2.  | «Шпана»                         | ДиманЪ (Напасс)         | 3:25         |
| 3.  | «Никого не жалко»               | Сергей Шнуров           | 3:22         |
| 4.  | «Клон»                          | Слот                    | 3:41         |
| 5.  | «Ангел»                         | Сергей Шнуров           | 4:48         |
| 6.  | «Зимы не будет»                 | Леонид Фёдоров          | 2:42         |
| 7.  | «Микс Малера»                   | Snoop Жаба Жаб          | 1:32         |
| 8.  | «Жопа»                          | Сергей Шнуров           | 4:13         |
| 9.  | «Мама мне говорит»              | Диоды                   | 3:16         |
| 10. | «Купи мне это…»                 | Света Колібаба          | 3:58         |
| 11. | «1 000 000 USD»                 | Запрещённые барабанщики | 3:52         |
| 12. | «Мама, наливай»                 | Сергей Шнуров           | 2:34         |
| 13. | «Groove of the Nation»          | Second Hand Band        | 5:13         |
| 14. | «Мобильник»                     | Сергей Шнуров           | 2:48         |
| 15. | «Только бы прикалывало»         | Слот                    | 2:42         |
| 16. | «Швейцарские бароны»            | Я и друг мой грузовик   | 3:01         |
| 17. | «Сомнение»                      | Фёдор Шаляпин           | 4:37         |
| 18. | «Тема дороги»                   | Сергей Шнуров           | 2:51         |
| 19. | «Девок сняли»                   | Snoop Жаба Жаб          | 5:54         |
| 20. | «Тема финала»                   | Сергей Шнуров           | 1:22         |
| 21. | «Под Луганском родился»         | Ботаника                | 4:24         |
| 22. | «Мобильник (remix)»             | Command com             | 2:54         |
| 23. | «Никого не жалко (радиоверсия)» | Сергей Шнуров           | 2:53         |
| 24. | «Привет Морриконе»              | Сергей Шнуров           | 3:45         |
| 25. | «Славься из оперы Иван Сусанин» | Михаил Глинка           |              |

## Критика
Кинокритики Андрей Плахов и Михаил Трофименков причислили фильм к жанру роуд-муви, последний также добавил pulp-fiction.
Картина сравнивалась с сериалом «Бригада» как более скромная вещь, также она называлась прямой антитезой фильму «Антикиллер», «закрывающей бандитскую тему в российском кино, внятно сказав: беспредел 1990-х не только повод для стёба и ходилок-стрелялок, но и реальная трагедия, унёсшая множество жизней». Похвалы были удостоены созданный Сергеем Шнуровым саундтрек, а также режиссёрская и операторская работа Петра Буслова и Даниила Гуревича.
По мнению Плахова, фильм вряд ли станет народным из-за присутствия пошлости и активного использования ненормативного языка, что «обрекает картину на маргинальность, в то время как в пуританской Америке только способствовало бы тому, чтобы вписаться в стихию народного кино».
Кинокритик Алексей Экслер охарактеризовал фильм как «отвратительный, гнусный, отталкивающий и оставляющий на редкость омерзительное послевкусие».
Актёр фильма Андрей Мерзликин, сыгравший роль Димона, описал фильм так: «Тема фильма такая: „Бумер“ не от слова машина, а от слова „бумеранг“, о том что любое слово, любое действие, которое человек делает, несёт за собой ответственность. Фильм про ответственность, всё что бы ты не делал, ты несёшь ответственность и если ты делаешь плохое дело, ты получаешь за это, по тому как ты сделал».

## Фестивали и призы
- Апрель 2004 года — премия «Ника» за лучшую музыку к фильму (Сергей Шнуров)
- Январь 2004 года — главный приз за лучший фильм на кинофестивале «Дух огня» в Ханты-Мансийске
- Декабрь 2003 года — Премия «Золотой овен» Национальной гильдии кинокритики и кинопрессы за лучшую музыку к фильму (Сергей Шнуров)
- Август 2003 года — специальный приз жюри «За лучший дебют» на XI КФ «Окно в Европу» в Выборге
- Июнь 2003 года — специальное событие на XXV Московском МКФ

## Новеллизация
По сюжету фильма писатель Андрей Троицкий написал два романа: «Бумер. Звонок другу» («Олма-Пресс» 2005 год) и «Бумер. Лобовое столкновение» («Олма-Пресс» 2005 год).

## Антибумер
```

```

В 2004 году Дмитрий «Гоблин» Пучков выпустил переозвученную и перемонтированную пародийную версию фильма под названием «Антибумер».

## Компьютерная игра
12 декабря 2003 вышла компьютерная игра от российской компании Gaijin Enterataiment и под издательством 1С — «Бумер: Сорванные башни», с озвучкой от «Гоблина» (Дмитрия Пучкова). Игра не имеет никакого отношения к сюжету фильма и развивает совсем другой ход событий.